# Schorfer Straße 7

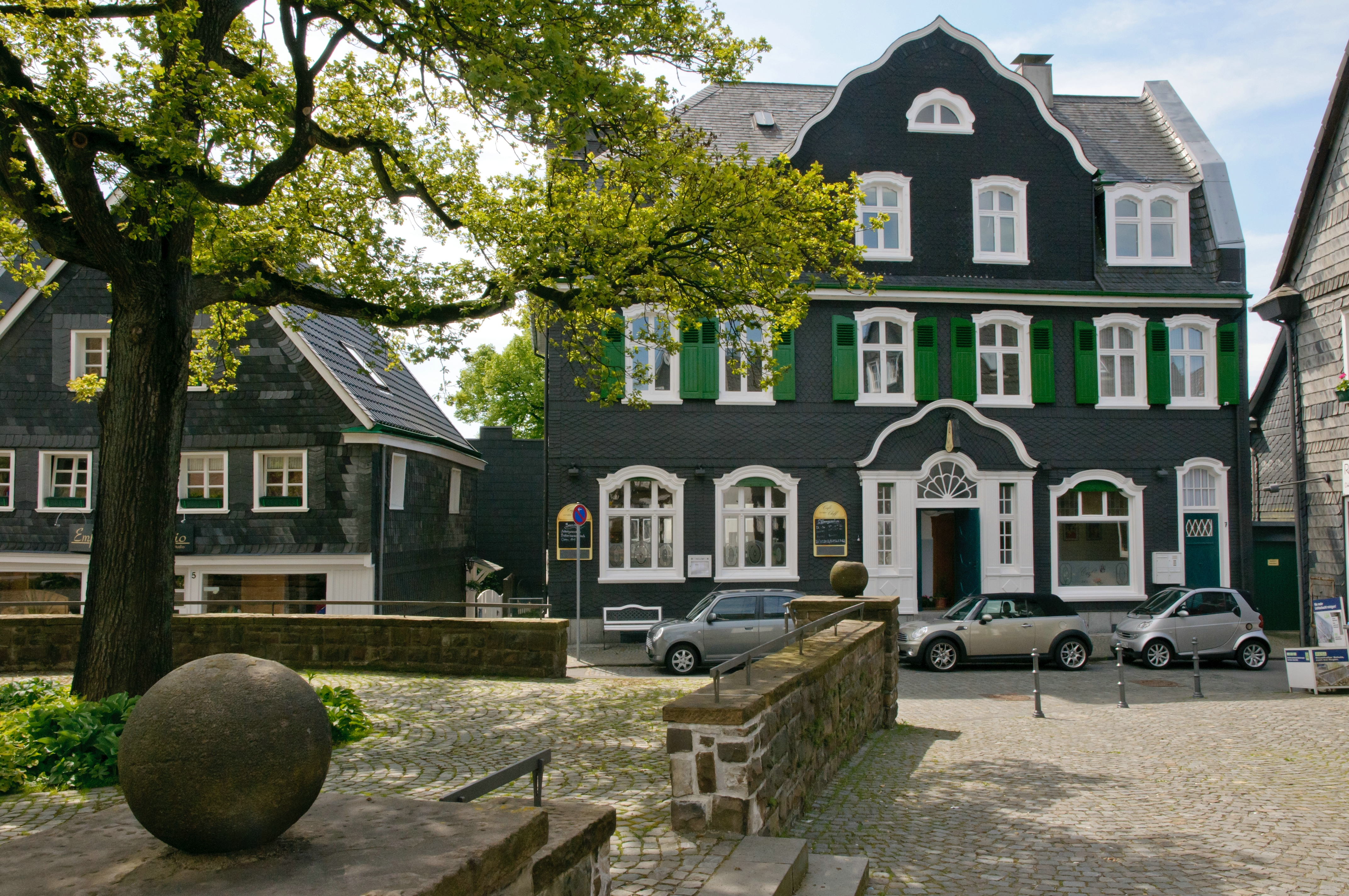
Café vom Cleff

Schorfer Straße 7 ist ein denkmalgeschütztes Gebäude im Wuppertaler Stadtteil Cronenberg, lange Zeit war es als Café vom Cleff bekannt.
Es wurde 1911 im Auftrag von Carl und Auguste vom Cleff von Hermann Propach in typisch bergischem Stil als Schieferhaus mit Mansarddach erbaut. Im unteren Bereich betrieben die Cleffs eine Gaststätte, die sie Mitte der 1930er Jahre an ihren Sohn Walter vom Cleff und seine Frau Elfriede übergaben. Walter vom Cleff war im Hauptberuf Bankdirektor in Solingen. Später übernahm die Tochter Ingrid Beckert den Betrieb der Gaststätte und führte ihn bis 2002 fort.
Das Haus wurde zwischenzeitlich als Wohnhaus und – im Untergeschoss – vom Inhaber Michael Klapp als Café (teilweise als „Café vom Klapp“ benannt) genutzt. Heute (Stand 2018) trägt das Lokal den Namen „Café Born“.